# 힙세우스
힙세우스(Hypseus)는 그리스 신화에 나오는 라피테스의 왕이다. 테살리아 지방에 흐르는 강의 신 페네오스와 나이아스의 하나인 크레우사 사이에서 태어난 아들이다. 페네오스는 월계수로 변한 다프네의 아버지라고도 한다. 힙세우스는 님프와의 사이에서 키레네를 비롯하여 테미스토, 아스티아구이아 세 딸을 낳았다. 키레네는 아폴론과의 사이에서 아리스타이오스와 이드몬을 낳았으며, 테미스토는 아타마스의 세 번째 아내가 되었다. 또 아스티아구이아는 페리파스와 결혼하여 안티온을 낳았는데, 안티온은 아미타온의 딸 페리멜레와 결혼하여 익시온을 낳았다. 익시온의 아버지는 레온테우스라고도 하고 플레기아스 또는 아레스라고도 한다.